# Hizbullah (Türkei)
Die Hizbullah (Türkei) (Kurdisch: Hizbullahî Kurdî, Türkisch: Kürt Hizbullahı) war eine gewalttätige kurdische islamistische Organisation, die Anfang der 1980er Jahre in Diyarbakır gegründet wurde. Die kurdische Hizbullah strebte die Errichtung eines unabhängigen islamischen Staates nach iranischem Vorbild an. Die Hizbullah richtete ihre Gewalt gegen Andersdenkende, eigene Mitglieder und die Arbeiterpartei Kurdistans. Ihr Führer war Hüseyin Velioğlu. Im Jahr 2000 wurde Velioğlu erschossen und die Organisation zerschlagen.

## Name
Der Name der Organisation (arabisch حزب الله) bedeutet "Partei Gottes" und ist koranischen Ursprungs. Die Hizbullah nahm sich bei der Namenswahl und der radikalen Ausrichtung die iranische Hezbollah zum Vorbild, rekrutiert sich im Gegensatz zu ihr aber aus sunnitischen Muslimen.

## Ideologie
Fidan Güngör, eines der Gründungsmitglieder der Organisation, erklärte die Frage, wie man es schaffen könne, dass der Islam das Leben bestimme, zum zentralen Anliegen der Hizbullah. Seiner Vorstellung nach sollten in der Anfangsphase wenige Personen zu Kadern ausgebildet werden.
Molla Mansur Güzelsoy lieferte die Rechtfertigung für den Einsatz von Gewalt. Man könne das degenerierte und verfaulte soziale Gefüge nicht reformieren. Man müsse alles einreißen und die Struktur neu errichten. Das ginge nicht ohne Gewalt. Das vorhandene System betrachtete die Hizbullah dabei als Dschāhilīya.

## Geschichte
An den vorbereitenden Versammlungen in den Jahren 1979 und 1980 nahmen folgende Personen teil Ekrem Baytap, Mehmet Kaya, Gudbettin Gök, Tevfik Durmaz, Zübeyir Gümüş und Ali Ateş. Die erste Gruppe kam schwerpunktmäßig aus dem kurdischen Batman. Zunächst beschränkte man sich auf tebliğ (Verkündung, Missionierung). Man traf sich in Buchläden, Moscheen und Teehäusern, z. B. im Buchladen Cem Kitabevi in Batman, der Ekrem Baytap gehörte. Später stießen Hüseyin Velioğlu und Abdullah Yiğit hinzu und die Zentrale der Hizbullah verlagerte sich nach Diyarbakır, was angesichts des Ausnahmezustands kurz nach dem Putsch von 1980 für Spekulationen sorgte.
Die konstituierende Sitzung fand dann in Diyarbakır im Buchladen Vahdet Kitabevi statt, der Abdulvahap Ekinci gehörte. Teilnehmer waren Fidan Güngör, Hüseyin Velioğlu, Ubeydullah Dalar, Abdullah Yiğit (Mehmet Ali Bilici), Mansur Güzelsoy.
Parallel dazu entwickelten sich 1981 auch in Kasımpaşa Gesprächskreise mit sieben bis acht Teilnehmern aus Kreisen der Akıncılar oder der MHP. Ab 1983 machte dieser Zweig durch Raubüberfälle von sich reden. Teilnehmer des Kreises in Batman vom Cem Kitabevi nahmen von 1981 bis 1983 an den Treffen in Istanbul teil. Angehörige der Gruppe wurden 1984 gefasst nach einem Raubüberfall auf einen Juwelier in Istanbul. Bei Verhören geben sie an, Mitglieder der Hizbullah zu sein. Bei Hausdurchsuchungen fand man Waffen und Dokumente, die dies bestätigten. Insgesamt soll die Gruppe 19 Überfälle begangen haben. Ziel sei die Gründung eines Islamischen Staates gewesen. Die Überfälle orientierten sich am Vorbild der Raubzüge des Propheten gegen die Ungläubigen Mekkaner.
1981 gründete Fidan Güngör den Buchladen Menzil. Hüseyin Velioğlu gründete 1982 den Buchladen İlim. Bis 1987 haben die Gruppen, die sich um die Buchläden Menzil und İlim gebildet haben, zusammengearbeitet.
Als weitere Gruppierungen innerhalb der Hizbullah wurden genannt: Tevhid, angeführt von Nurettin Şirin und Mehmet Şahin; Yeryüzü, angeführt von Burhan Kavuncu.

## Regionale Zentren
Batman
Hier befand sich der Buchladen İlim Kitabevi. Der Menzil-Flügel organisierte sich hier als Fecir-Grubu. Der religiöse Führer war laut Polizei İhsan Yeşilırmak, der weltliche Giyasettin Uğur. Beide wurden von Anhängern des İlim-Flügels ermordet. In Batman starben weitaus die meisten Menschen in Auseinandersetzungen mit der PKK oder innerhalb der Hizbullah.
Silvan
Hier befand sich im Dorf Susa lange Zeit das Zentrum der Hizbullah. Die PKK beging in dem Dorf ein Massaker. Ab 1992 herrschte der İlim-Flügel. Führer war ein Molla namens Mele Mehmet.
Diyarbakır
Diyarbakır war Gründungsstadt der Organisation. Das Viertel Bağlar galt lange als befreite Zone der Hizbullah.
Weitere regionale Schwerpunkte
Weitere regionale Schwerpunkte waren Mardin, Van und Gaziantep. In Gaziantep trat die Hizbullah dabei unter der Bezeichnung Vasat auf. Bekannt wurde der Bombenanschlag am 14. September 1997 auf einen Bücherstand eines Buchladens der Bibel verkaufte bei einer Buchmesse. Dabei starb ein Kind. Anfang des Jahres 2000 ging die Vasat-Fraktion in Gaziantep dazu über, Imame zu bedrohen und zu erpressen. Weitere regionale Zentren waren Malatya, Adıyaman und Şanlıurfa.

## Konflikt zwischenMenzilundİlim
Meinungsverschiedenheiten zum Führungsstil und zum Beginn von bewaffneten Aktionen führten im Jahre 1987, als Hüseyin Velioğlu seinen Buchladen İlim nach Batman verlegte, zur Trennung der beiden Flügel. Der sogenannte İlim-Flügel, unter der Führung von Hüseyin Velioğlu, beharrte darauf, den bewaffneten Kampf sofort zu führen. Güngör wollte zunächst eine ausreichende Zahl an Kadern schaffen und dann den bewaffneten Kampf aufnehmen. Bei einem Treffen beider Führer zur Ausräumung der Konflikte im Dorf Yolaç soll Velioğlu Güngör gedroht haben, ihn einzukerkern, falls man nicht sofort zu den Waffen greife. In der Folge kam es zu blutigen Auseinandersetzung zwischen beiden Flügeln. Bei dem Machtkampf zwischen Güngör und Velioğlu ging es auch um Profit aus Lösegeldern, Spenden (fitre, zekât, infak) oder Opfertierhäute.
Mit Beginn der 90er Jahre tat sich dann der İlim-Flügel mit Morden an Sympathisanten der PKK hervor.
Am stärksten war Hizbullah neben Batman im Kreis Cizre der Provinz Şırnak, im Kreis Nusaybin der Provinz Mardin und im Kreis Silvan der Provinz Diyarbakır organisiert. Dort geschahen viele Morde. Lange Zeit benutzte die Organisation das Dorf Yolaç als Stützpunkt. Anfangs waren beide Flügel in Silvan vertreten, bis 1992 der İlim-Flügel die Oberhand gewann.

## Hinweise auf Kooperation mit dem Staat
Als gesichert gilt, dass Angehörige der Sicherheitsapparate die Hizbullah unterstützten. Bei Durchsuchungen gegen die Vasat-Gruppe in Gaziantep wurden beispielsweise Waffen sichergestellt. Bei Verhören gab der Verantwortliche für den bewaffneten Kampf Mehmet Yıldırım zu Protokoll, man habe die Waffen und Sprengmittel von einem Bereitschaftspolizisten aus Siirt erhalten. Dieser wurde verhaftet. Auch Innenminister Mehmet Ağar räumte bei seinen Aussagen vor dem Verfassungs- und Justizausschuss am 27. Januar 2000 ein, dass es Polizisten gegeben haben mag, die Sympathie für Ziele der Hizbullah gehabt hätten. Der Politiker und ehemalige Minister Fikri Sağlar sagte in einem Interview mit der Zeitschrift Siyah-Beyaz (Schwarz-Weiß), dass die Armee die Hizbullah nicht nur benutzte, sondern sie gründete und förderte. Er behauptete, dass 1985 ein entsprechender Beschluss gefasst wurde. Der damalige Gouverneur für das Gebiet unter Ausnahmezustand, Ünal Erkan sagte der Tageszeitung Milliyet, dass sie nicht beabsichtigten, militante Organisationen aufzulösen, so lange die PKK nicht beseitigt sei.
Die Zeitschrift "2000'e Doğru" vom 16. Februar 1992 berichtete, dass nach Aussagen von Augenzeugen und Sympathisanten der Hizbullah, Mitglieder der Organisation in Diyarbakır in der Zentrale der schnellen Eingreiftruppe ausgebildet wurden. Nach Aussagen eines Wachpostens kamen einige Personen mit Bärten und den typischen Pluderhosen gegen Mitternacht in die Zentrale der Schnellen Eingreiftruppe und hielten dort eine Versammlung ab. Zwei Tage nach dem Erscheinen dieses Artikels wurde der Verfasser Halit Güngen durch Unbekannte ermordet.
Namık Tarancı, der für die Wochenzeitschrift Gerçek in Diyarbakır arbeitete, wurde am 20. November 1992 erschossen. In der Ausgabe von Gerçek vor seinem Tod waren Berichte zur Verquickung von Staat und Hizbullah erschienen. Hafız Akdemir, Journalist von Özgür Gündem wurde am 8. Juni 1992 in Diyarbakır erschossen. Er hatte berichtet, dass ein des Mordes im Auftrag der Hizbullah verdächtigter Mann nach sechs Wochen freigelassen wurde, ohne vor Gericht zu erscheinen.

## Morde und Verfolgung
Charakteristisch für Gewalttaten der Hizbullah war die Verwendung der Pistole vom Typ Makarow oder einer Kopie dieser 9-mm-Pistole aus dem Nordirak, im Gegensatz zur PKK, die Kalaschnikows verwendete und sie keleş nannte. Vollstrecker der Hizbullah töteten ihre Opfer in der Regel mit einem Schuss in den Nacken. Die Waffen für einen geplanten Anschlag wurden per Kurier übergeben. Bisweilen setzte man auch Handgranaten oder Fleischermesser (satır) ein. Diese Messer nannte man sallama. Diese Gruppe von Tätern nannte man satırcılar, aber man hegte ihnen gegenüber innerhalb der Organisation Bedenken.
Nach polizeilichen Ermittlungen hatten gefasste Hizbullah-Mitglieder den Auftrag zum Suizid, falls die Gefahr bestehe, dass sie unter dem Verhör zusammenbrächen. Selbstmörder der Organisation wurden zu Märtyrern erklärt. Beispielhaft ist dafür der Fall von Abdulsamet İrdem („die Blume der Hizbullah“). In den Moscheen der Hizbullah wurde monatlich Geld eingesammelt für die Hinterbliebenen von den Şuheda. Um polizeilichen Ermittlungen zu erschweren, verwendete die Hizbullah Codenamen, denen ein schwer durchschaubares System zugrunde lag, das man çaprazkod (etwa Überkreuzkodierung) nannte, bei dem ein Mitglied unterschiedliche Codenamen von unterschiedlichen Hierarchieebenen erhält.
In den Jahren 1990 bis 1995 richteten sich die politischen Morde der Hizbullah besonders gegen PKK-Anhänger. 1996 wurde erstmals der Staat ins Visier genommen. Aktivisten beschossen Angehörige einer Sondereinheit der Polizei in Pirinçlik. Anfang der Jahre 2000 eskalierte die Zahl der internen Abrechnungen. Man tötete auch Anhänger, die polizeilich verhört worden waren, als vermeintliche Agenten.
Der İlim-Flügel tötete die Menzil-Anhänger und Gründungsmitglieder Ubeydullah Dalar (Dezember 1992) und Fidan Güngör (12. September 1994). Mitte Dezember 1999 begannen in Istanbul Entführungen kurdischer Unternehmer aus Nurcu-Kreisen. So verschwand zum Beispiel İzettin Yıldırım, dessen Leiche mit sechs weiteren am 28. Januar 2000 in Kartal entdeckt wurde. Währenddessen versammelten sich Gendarmerie und Polizei der kurdischen Regionen in Diyarbakır unter Vorsitz des Sondergouverneurs Gökhan Aydıner, um das Vorgehen gegen die Hizbullah zu koordinieren.
Bei der Operation in Beykoz am 17. Januar 2000 wurde Hüseyin Velioğlu getötet und Edip Gümüş und Cemal Tutar wurden verhaftet. Der 1958 in Batman geborene Edip Gümüş soll der militärische Leiter der Hizbullah gewesen sein. Der 1972 in Diyarbakır geborene Cemal Tutar soll dem bewaffneten Flügel angehört haben.
Am 3. Februar 2000 führte das Innenministerium ein Briefing für 59 Journalisten durch. Dabei wurde u. a. gesagt:
"Bei bewaffneten Auseinandersetzungen zwischen der PKK und Hizbullah kamen zwischen 1992 und 1995 400 PKK’ler und 200 Leute der Hizbullah ums Leben. In internen Auseinandersetzungen bei der Hizbullah kamen 1993 50 Menschen ums Leben. Im Gefängnis befinden sich derzeit 696 Angehörige von radikalen islamischen Organisation, 506 davon gehören der Hizbullah an. Seit dem 17. Januar wurden in 44 Provinzen 1073 Personen als vermeintliche Hizbullah-Leute festgenommen. Darunter befinden sich 30 Lehrer und 21 Prediger."
Die Hizbullah ging folgendermaßen vor. Man entführte Personen, verhörte sie, zeichnete die Verhöre auf Band auf, schickte die Tonbänder an übergeordnete Stellen der Organisation. Diese verfügten dann eine „Geldstrafe“ (diyet) als Lösegeld. Diejenigen, deren „Vergehen“ zu schwer wog, wurden hingerichtet. Ab dem Jahr 2000 wurden in der Türkei in Folterzentren der Hizbullah zahlreiche Leichen entdeckt. Diese Häuser nannte man Mezar Evleri (Grabhäuser) und die Hizbullah erhielt in der türkischen Öffentlichkeit den Beinamen Hizbul Vahşet („Partei der Barbarei“). Eines der prominentesten Opfer war Konca Kuriş. Viele der Opfer waren mit einem domuz bağı gefesselt gewesen.
Am 19. Februar 2000 wurde eine Versammlung von Sicherheitsexperten in Van abgehalten. Hier wurde das Ergebnis der polizeilichen Operationen in 54 (von 81) Provinzen seit dem 17. Januar mit 1.757 festgenommenen Militanten, von denen 858 in Untersuchungshaft kamen und 707 freigelassen wurden, 7 getöteten Militanten und 5 getöteten Polizeibeamten sowie 59 gefundenen Leichen angegeben.
In der Folgezeit wurden in Diyarbakır und anderen Städten Massenprozesse gegen vermeintliche Hizbullah Anhänger eröffnet, wobei nicht in allen Verfahren Gewaltverbrechen eine Rolle spielten. In vielen dieser Verfahren haben Angeklagte Foltervorwürfe erhoben. Sie sind teilweise in den Eilaktionen von Amnesty International dokumentiert. Im Verfahren, in dem auch Edip Gümüş und Cemal Tutar angeklagt waren, sagte der Angeklagte Fahrettin Özdemir in der Verhandlung vor dem Staatssicherheitsgericht Diyarbakır am 10. Juli 2000, dass er 59 Tage lang in Polizeihaft war und gefoltert wurde. In der Verhandlung vom 11. September 2000 sagte Cemal Tutar, dass er 180 Tage in Polizeihaft war.
2005 wurden 22 Hizbullah-Mitglieder vor der 6. Großen Strafkammer in Diyarbakir des Mordes in 91 Fällen für schuldig befunden und zu erschwerter lebenslanger Haft verurteilt.
Durch ein Reformgesetz der AKP-Regierung wurden 2011 zwanzig Hizbullah-Mitglieder, die des mehrfachen Mordes an bis zu 50 Menschen schuldig sein sollen, ohne verurteilt zu werden, aus dem Gefängnis entlassen.

## Organisation
Das höchste Beschlussorgan wurde bei Hizbullah Şura (Rat oder Gremium) genannt. Die Şura setzt sich aus den hochrangigen politischen (religiösen) und militärischen Funktionären zusammen. Es gab in der Şura auch Beauftragte für Logistik, Medien und Öffentlichkeit. Unterhalb der Şura gab es den politischen und den militärischen Flügel. Im politischen Flügel wurde nach tebliğci (Überbringer), şeyda (für Moscheegruppen) und mele (für die Mullas, die eine Gruppe leiten) unterschieden. Die Hizbullah organisiert(e) sich hauptsächlich in Moscheen, weiterführenden Schulen, in den Studentenheimen und in den Jugendorganisationen der Parteien. Dafür gab es im politischen Flügel jeweils Einheiten. Zum politischen Flügel gehört(e) auch eine nachrichtendienstliche Einheit.
Der militärische Flügel wird auch als cihat grubu (Gruppe des heiligen Krieges) bezeichnet. In den einzelnen Aktionsgruppen waren die Aufgaben nach Informationsbeschaffung, Überwacher und Ausführer aufgeteilt. Die ausführende Einheit (icra birimi) im militärischen Flügel hatte eine Sondereinheit für Verhöre und Exekutionen. Nachdem eine verdächtige Person entführt worden war, wurde sie verhört und hatte nur eine Chance des Überlebens, wenn sie Reue zeigte (der Sache abschwor).
Über die organisatorische Stärke der Hizbullah finden sich widersprüchliche Angaben. Mehmet Faraç beruft sich auf "Erkenntnisse" bei einem "Hizbullah-Gipfeltreffen" in Diyarbakır (mit Sicherheitsexperten aus 12 Provinzen), als er von 20.000 Mitgliedern (unter ihnen 4.000 bewaffnete Militante) sprach. Auf den Seiten von netbul findet sich die Angabe, dass bei den Operationen gegen Hizbullah 6.000 Lebensläufe gefunden wurden, von denen 2.000 tetikçi (Vollstrecker) seien. Auf der Versammlung von Sicherheitsexperten am 19. Februar 2000 in Van sagte der damalige Vorsitzende des Nachrichtendienstes im Generaldirektorat für Sicherheit (oberstes Polizeidirektorat), Kazım Abanos, dass bei den Operationen gegen die Hizbullah 2.000 handgeschriebene Lebensläufe gefunden wurden.

## Aktivitäten auf der legalen Ebene
Im Jahre 2003 gründeten Sympathisanten von Hizbullah den Verein der Solidarität mit den Unterdrückten (tr: Mustazaflar ile Dayanışma Derneği, kurz: Mustazaf Der). Das Zentrum der Partei war in Diyarbakır, aber auch in İstanbul, Mersin, Konya und Adana wurden solche Vereine gegründet. Sie organisierten Demonstrationen sowohl gegen die Mohammed-Karikaturen als auch zum Geburtstag des Propheten (bekannt als Mawlid an-Nabi). An einer Demonstration in Diyarbakir im Jahr 2006 sollen 150.000 Personen teilgenommen haben.
Am 20. April 2010 wurde der Verein von einem Gericht in Diyarbakir verboten. Der Kassationshof bestätigte das Verbot am 11. Mai 2012. Begründet wurde der Schritt damit, dass es das Ziel des Vereins mit Verbindungen zu Hizbullah sei, die Scharia einzuführen.
Am 17. Dezember 2012 wurde beim Innenministerium ein Antrag auf Gründung der Hür Dava Partisi (etwa: „Partei der Freien Sache“, kurz: Hüda Par) gestellt. Innerhalb kürzester Zeit wurden in vielen Provinzen und Kreisstädten der Türkei Büros der Partei eröffnet.

## Sicht der islamischen Presse
Die islamisch orientierte türkische Presse berichtete zunächst mit Wohlwollen über das Vorgehen der Hizbullah gegen die PKK. Seitdem klar wurde, dass Hizbullah gegen andere Muslime Gewalt anwendete, galt sie ihnen als anti-islamische Organisation, die vom Staat gegründet worden und später vom Mossad und anderen Nachrichtendiensten übernommen worden sei.